# マーク・デイビス (サッカー選手)
マーク・デイビス（Mark Davies、1988年2月18日 - ）は、イングランド・ウィレンホール出身のプロサッカー選手。現在は無所属。ポジションは、MF。

## 経歴

### クラブ
9歳でウルヴァーハンプトン・ワンダラーズFCのアカデミーに入団。2005年2月、17歳でクラブと最初のプロ契約を結んだ。
2005年8月のリーズ・ユナイテッドAFC戦でトップチームデビュー。9月のワトフォードFC戦で初スタメン。2006年1月のルートン・タウンFC戦で初ゴールを挙げた。デビューシーズンながらグレン・ホドル監督の信頼を獲得、20試合に出場した。

### 代表
U-16年代からU-19年代までイングランド代表に選出されていた。U-21代表にも選出されていたが、度重なる負傷のためそれ以降の出場歴は無い。

## 所属クラブ
ユース
- ウルヴァーハンプトン・ワンダラーズFC

プロ
- ウルヴァーハンプトン・ワンダラーズFC 2005-2009

→レスター・シティFC 2008-2009 (loan)
- ボルトン・ワンダラーズFC 2009-2017

## 代表歴
- イングランドU-16
- イングランドU-17
- イングランドU-19